# 赤坂奴
赤坂奴（あかさかやっこ）は、江戸時代、江戸の大名、旗本につかえ、槍持ち、挟箱持ちなどをつとめた若党（わかとう）、中間（ちゅうげん）。「赤坂」の語源については諸説ある。
寛政年間の赤坂奴について、「百物語」に「あづまの男を見はべりしが、音に聞くに十倍せり。六尺余の男、大鬚を捻ぢ上げ、先づ肌には牛首布の帷子を著、上に太布の渋染に七八百が糊をかひ、馬皮の太帯しつかと締め、熊の皮の長羽織、まつすぐなる大小、十文字に差しこなしたる気色、身の毛もよだつばかりなり」とある。このころ赤坂八幡の祭礼にはこの旗本奴がでて、祭礼を手助けし、江戸の呼び物、名物となった。